# Бух (Рейн-Гунсрюк)
Бух (нім. Buch) — громада в Німеччині, розташована в землі Рейнланд-Пфальц. Входить до складу району Рейн-Гунсрюк. Складова частина об'єднання громад Кастеллаун.
Площа — 13,45 км2. Населення становить 821 ос. (станом на 31 грудня 2020).